# Pauline Lan
Pauline Lan Xin Mei (cinese tradizionale: 藍心湄; cinese semplificato: 蓝心湄; pinyin: Lán Xīn Méi; Wade-Giles: Lan Hsin-Mei; Yunlin, 16 novembre 1965) è un'attrice, cantante e conduttrice televisiva taiwanese.

## Filmografia

### Serie televisive
| Anno | Titolo                  | Ruolo                                                 |
| ---- | ----------------------- | ----------------------------------------------------- |
| 2006 | 麻辣一家亲              | Man Zu / 满足                                         |
| 2007 | 終極一家 / The X-Family | Xia Lan Xing De Xiong / 夏蘭荇德‧雄 (Xiong Ge / 雄哥) |

### Film
- 台北神話
- The Funny Family / 頑皮家族 (1986)
- 歡樂龍虎榜

### Presentazioni televisive
| Canale televisivo | Titolo |
| ----------------- | --- |
| TTV               | 台灣風雲榜, Chao ji da fu weng                                                                                  |
| CTV               | 今天真好, 雞蛋碰石頭, 黃金綜藝通, Programmi televisivi Champion Family / 冠軍家庭TV秀, 超級東西軍, 接龍友好樂園 |
| CTS               | 金曲龍虎榜, 綜藝大聯盟                                                                                          |
| STAR TV (Asia)    | 新雞蛋碰石頭 |
| TVBS-G            | Queen / 女人我最大                                                                                              |

## Discografia
| Anno | Album                      |
| ---- | -------------------------- |
| 1984 | 濃妝搖滾                   |
| 1985 | 勁舞的女孩、上緊髮條       |
| 1986 | 新潮一窩蜂                 |
| 1987 | 鼓舞                       |
| 1988 | 紅蜻蜓的夢、無色彩         |
| 1989 | 要不要、我要你變心         |
| 1990 | 不偽裝的溫柔、精彩回放     |
| 1991 | Something in My Eyes       |
| 1992 | 我的溫柔隻有你看得見       |
| 1993 | 一見鐘情                   |
| 1994 | 愛我到今生、十年為証精選輯 |
| 1995 | 夜長夢多                   |
| 1996 | 愛走了 湄目傳情精選輯      |
| 1997 | 糖果                       |
| 1998 | 肉餅飯團                   |
| 1999 | 心湄看新湄                 |
| 2000 | 妳開心了湄？               |